# Championnats du monde de tennis de table 1993
Navigation
Édition précédente Édition suivante
Les championnats du monde de tennis de table 1993, quarante-deuxième édition des championnats du monde de tennis de table, ont lieu du 11 au 23 mai 1993 à Göteborg, en Suède.
Le titre messieurs est remporté par le français Jean-Philippe Gatien qui s'impose en finale contre le belge Jean-Michel Saive 21-18 à la manche décisive, les demi-finalistes étant Zoran Primorac et Jan-Ove Waldner. C'est la dernière fois qu'il n'y a aucun chinois dans le dernier carré dans la compétition simple messieurs.

## Résultats individuels et en doubles
| Épreuves         | Or                   | Argent                    | Bronze                   |
| ---------------- | -------------------- | ------------------------- | ------------------------ |
| Simple messieurs | Jean-Philippe Gatien | Jean-Michel Saive         | Zoran Primorac           |
| Simple messieurs | Jean-Philippe Gatien | Jean-Michel Saive         | Jan-Ove Waldner          |
| Simple dames     | Hyun Jung-hwa        | Chen Jing                 | Otilia Bădescu           |
| Simple dames     | Hyun Jung-hwa        | Chen Jing                 | Gao Jun                  |
| Double messieurs | Lü Lin Wang Tao      | Ma Wenge Zhang Lei        | Lin Zhigang Liu Guoliang |
| Double messieurs | Lü Lin Wang Tao      | Ma Wenge Zhang Lei        | Kim Taek-soo Yoo Nam-kyu |
| Double dames     | Liu Wei Qiao Yunping | Deng Yaping Qiao Hong     | Chen Zihe Gao Jun        |
| Double dames     | Liu Wei Qiao Yunping | Deng Yaping Qiao Hong     | Chai Po Wa Chan Tan Lui  |
| Double mixte     | Wang Tao Liu Wei     | Yoo Nam-kyu Hyun Jung-hwa | Ma Wenge Qiao Yunping    |
| Double mixte     | Wang Tao Liu Wei     | Yoo Nam-kyu Hyun Jung-hwa | Li Sung-il Yu Sun-bok    |

## Résultats par équipes
| Épreuves  | Or                                                                                       | Argent                                                                    | Bronze                                                                                 |
| --------- | ---------------------------------------------------------------------------------------- | ------------------------------------------------------------------------- | -------------------------------------------------------------------------------------- |
| Messieurs | Suède- Mikael Appelgren - Peter Karlsson - Erik Lindh - Jörgen Persson - Jan-Ove Waldner | Chine- Liu Guoliang - Lü Lin - Ma Wenge - Wang Tao - Wang Hao - Zhang Lei | Allemagne- Steffen Fetzner - Richard Prause - Jörg Roßkopf - Oliver Alke - Peter Franz |
| Dames     | Chine- Deng Yaping - Qiao Hong - Gao Jun - Chen Zihe                                     | Corée du Nord- Li Bun-hui - Yu Sun-bok - An Hui-suk - Wi Bok-sun          | Corée du Sud- Hyun Jung-hwa - Hong Cha-ok - Hong Soon-hwa - Park Hae-jung              |